# Resident Evil: Apocalypse
Resident Evil: Apocalypse ist der zweite Teil der Realfilmreihe Resident Evil, die auf der gleichnamigen Videospielreihe basiert.
Bernd Eichinger fungierte wie auch schon beim ersten Film neben Robert Kulzer (beide Constantin-Film) – als Executive Producer. Als weitere Produzenten nahmen Jeremy Bolt (Impact Pictures), Don Carmody (Constantin-Film) und der Drehbuchautor Paul W. S. Anderson an der Herstellung des Films teil. Die deutsche Erstaufführung fand am 23. September 2004 statt.

## Handlung
Der Film setzt dort ein, wo der erste Teil aufgehört hat: Alice erwacht im Krankenhaus von Raccoon City, in dem sie mit Drogen ruhiggestellt wurde. Sie findet bald heraus, dass sie mit dem T-Virus infiziert ist – dem Virus, das Lebewesen normalerweise zu Zombies mutieren lässt. Bei ihr hat das Virus diese verheerende Auswirkung nicht; ganz im Gegenteil, es hat sie stärker und schneller werden lassen und ihre Sinne geschärft, was sie zu einer unaufhaltsamen Killermaschine – jedoch mit ihrem eigenen freien Willen – macht.
In der Zwischenzeit ist der Hive unvorsichtigerweise von Angestellten von Umbrella geöffnet worden. Als Resultat verbreiten sich das T-Virus und die Zombieplage in ganz Raccoon City. Umbrella verbarrikadiert die Stadt und bereitet eine Evakuierung vor, doch nachdem festgestellt worden ist, dass das Virus sich zu schnell ausbreitet, wird die Stadt vollends abgeriegelt und die überlebenden Bewohner ihrem Schicksal überlassen. Damit die Sache mit dem T-Virus nicht publik wird, plant Umbrella, die Stadt mit einem gezielten Atomschlag zu vernichten, um alle Spuren auszulöschen. Für die Zwischenzeit wird ein Mutantenmonster namens Nemesis auf die Stadt losgelassen, um seine Fähigkeiten in dieser extrem feindseligen Umgebung zu testen.
Kurz nach der Freilassung des Virus war eine überhastete Evakuierung der wichtigsten Umbrella-Mitarbeiter, die in Raccoon City lebten, eingeleitet worden, darunter auch Dr. Ashford, ein leitender Wissenschaftler, und dessen Tochter Angela. Allerdings wurde Angela kurz nach ihrer Abholung in einen Unfall verwickelt und trotz der Bitten ihres Vaters in der Stadt zurückgelassen. Dr. Ashford klinkt sich daher in das Überwachungs- und Kommunikationsnetz der Stadt ein, um seine Tochter zu finden und in Sicherheit zu bringen.
Alice begegnet auf ihrer Suche nach einem Fluchtweg der Polizistin Jill Valentine, ihrem Kollegen Peyton und der Fernsehsprecherin Terri Morales, denen sich noch der Taxifahrer L. J. anschließt. Sie kämpfen in actionreichen Szenen in einer Kirche und auf einem Friedhof gegen Angriffe eines Mutanten und von Untoten. Terri Morales filmt mit ihrer kleinen Videokamera im Verlauf des Geschehens so viel wie möglich. Zudem sind Carlos Olivera und Nicholai Ginovaeff, beide Angehörige des U.B.C.S (Umbrella Biohazard Countermeasure Service), nach einem Einsatz zur Eindämmung der Zombieangriffe, der in einem Fiasko und dem Verlust ihres Kameraden Yuri endete, in der Stadt zurückgelassen worden. Diese beiden Gruppen werden von Dr. Ashford kontaktiert; dieser verspricht ihnen eine Fluchtmöglichkeit im Austausch für die Rettung seiner Tochter. Mittels seiner Anweisungen gelingt es ihnen, Angela in ihrer Schule aufzustöbern. Auf dem Weg jedoch wird Peyton von Nemesis getötet. Alice stellt sich Nemesis zum Kampf, so dass die anderen ihren Weg ohne sie fortsetzen. Im Schulgebäude werden Terri und Nicholai von untoten Menschen (v. a. Schülern) und Hunden überfallen und getötet, Angela kann letztlich aber gerettet werden.
Nachdem Dr. Ashford davon erfahren hat, lotst er die Überlebenden zum Rathaus, wo sich ein Hubschrauber befindet, mit dem sie flüchten können. Sie ahnen jedoch nicht, dass der Hubschrauber für die Abholung von Nemesis bereitgestellt wurde; Umbrella hört das Gespräch mit und bereitet einen Hinterhalt vor. In der Zwischenzeit erfahren Alice und die anderen vom wahren Ursprung des T-Virus: Es ist ursprünglich von Dr. Ashford entwickelt worden, um Angela, die wie er an einer unheilbaren, lähmenden Erbkrankheit leidet, wieder das Gehen zu ermöglichen. Umbrella entdeckte aber die Arbeit des Doktors, nahm sie ihm weg und pervertierte sie zu einer neuen Biowaffe. Während sie zum Rathaus fahren, benutzt Alice Terris Videokamera, um ihre Geschichte für die Außenwelt weiter aufzuzeichnen.
Als die Gruppe am Rathaus eintrifft, wird sie überwältigt und gefangengesetzt. Major Cain, der Leiter der Operation Nemesis, verlangt von Alice, sich Nemesis zu stellen; als diese sich weigert, erschießt er kaltblütig Dr. Ashford. Alice tritt gegen Nemesis an und kann sich ihm gegenüber behaupten, doch als sie ihm den Todesstoß versetzen soll, erkennt sie in ihm Matt, ihren Schicksalsgefährten aus dem Hive, wieder. Beide wenden sich daraufhin gegen die Umbrellasöldner, doch Matt kommt dabei ums Leben. Der Rest der Gruppe schafft es, kurz vor dem Atomschlag zu starten, doch die Druckwelle lässt den Hubschrauber abstürzen. Alice wird dabei tödlich verletzt, ihre Leiche wird später im Wrack des Hubschraubers gefunden.
Einige Zeit vergeht; die Umbrella Corporation hat es geschafft, den Zwischenfall in Raccoon City mit der Behauptung eines Atomunfalls zu vertuschen. In einem geheimen Labor erwacht Alice wieder zum Leben, allerdings zunächst ohne Gedächtnis. Doch schnell erinnert sie sich wieder an alles und flieht aus dem Labor, wobei Jill, Carlos und L. J., verkleidet als Umbrella-Troopers, ihr zu Hilfe kommen. Doch bei ihrer Flucht hat Alice erschreckende neue Fähigkeiten zutage gebracht, und der Leiter des Labors, Dr. Isaacs, aktiviert ein neues Programm unter dem Namen Alice.

## Filmmusik
Der offizielle Soundtrack zum Film wurde von Jeff Danna geschrieben. Des Weiteren wurde später noch eine Various Artists CD veröffentlicht, mit Liedern verschiedener Bands, die vom Film inspiriert wurden oder deren Lieder zum Film passen.

### Tracks des original Scores von Jeff Danna
1. My Name Is Alice
2. Alice Battles the Nemesis
3. The Nemesis / S.T.A.R.S.
4. Panic at the Gate
5. Umbrella Is Watching
6. Ashford’s Plan
7. Cain’s Demise
8. The Nemesis Is Awakened
9. Zombies in Church
10. Captured by Umbrella
11. The Crash Site
12. Dogs in the Kitchen
13. Searching for Alice
14. The Anti-Virus
15. Beneath the City
16. The Last Transport
17. Search the School
18. I Remember Everything

### Tracks der Various Artists CD
1. Slipknot – My Plague
2. Slipknot – Vermilion
3. The Used – Just a Little
4. The Cure – Us or Them
5. Lacuna Coil – Swamped
6. A Perfect Circle – The Outsider (Renholder Mix)
7. Killswitch Engage – The End of Heartache
8. Rammstein – Mein Teil
9. DevilDriver – Digging up the Corpses
10. Cradle of Filth – Nymphetamine
11. CKY – Escape from Hellview
12. Deftones – The Chauffeur
13. HIM – Join Me (in Death)
14. Demon Hunter – My Heartstrings Come Undone
15. Thrice – Under a Killing Moon
16. 36 Crazyfists – Bloodwork
17. Cold – End the World (Acoustic)
18. Rob Zombie – Girl on Fire (Resident Renholder Mix)
19. Massive Attack – Future Proof
20. Marilyn Manson – Resident Evil Main Theme

## Sonstiges
- Den Kosten von 45 Mio. US-Dollar steht ein Einspielergebnis von knapp 130 Mio. US-Dollar gegenüber.[3]
- Resident Evil: Apocalypse ist das Regiedebüt von Alexander Witt, der im ersten Teil Regieassistent war.[3]
- Es gibt zwei Versionen dieses Films auf DVD. Eine gegenüber der Kinofassung erweiterte Version mit mehr Witz und kleinen Handlungserweiterungen („keine Jugendfreigabe“) sowie eine auf der erweiterten Version basierende, in den Gewaltszenen jedoch gekürzte Version (FSK ab 16 Jahren).
- Der deutsche Komiker Tom Gerhardt hat eine Nebenrolle als Zombie, genau wie der Sänger Ben Moody.
- Nachdem die Apokalypse über Raccoon City hereingebrochen ist, sieht man in einer Straßenszene im Wind das Titelblatt einer Zeitung mit der Schlagzeile „The Dead Walk“ wehen. Eine ähnliche Zeitungstitelseite mit gleicher Schlagzeile war schon zu Beginn des Zombiefilms Zombie 2 von George A. Romero zu sehen. Romero hatte ein frühes Drehbuch zu Resident Evil: Apocalypse geschrieben, das jedoch verworfen wurde.

## Kritiken
- Cinema bezeichnete den Film als hochklassige Action mit Gruseltouch und üppiges und mitreißendes Actionspektakel.[4]
- Lexikon des internationalen Films: Abstoßendes Gewalt- und Actionspektakel nach einem Videospiel, das die einfältige Handlung mit bombastischen Schnittfolgen zu einem blutrünstigen, ebenso lächerlichen wie ärgerlichen Genre-Rundumschlag aufbauscht. Dabei entlarvt sich schnell das Unvermögen, eine spannende Geschichte mit glaubwürdigen Charakteren zu erzählen.[5]
- Prisma verreißt den Film: „Dem hochgradig schwachsinnigen Abmetzel-Spektakel "Resident Evil" folgt nun die ebenso hanebüchene Fortsetzung mit zusammengeflickten Monsters und viel unfreiwilligem Humor.“[3]

## Auszeichnungen
Der Film gewann den Golden Reel Award, einen Genie Award (Best Achievement in Sound Editing) und war für einen weiteren nominiert (Best Achievement in Overall Sound). Außerdem war er für das Make-up für einen Saturn Award nominiert.

## Roman zum Film
Keith R. A. DeCandido: Resident Evil: Apocalypse, Panini Verlag, 2004, ISBN 978-3-8332-1127-0

## Film-Reihe
Die Film-Reihe beginnt mit dem ersten Film Resident Evil (2002, Regie: Paul W. S. Anderson), weitere Fortsetzungen lauten Resident Evil: Extinction (2007, Regie: Russell Mulcahy), Resident Evil: Afterlife (2010), Resident Evil: Retribution (2012) und Resident Evil: The Final Chapter (2016, Regie: alle drei: Paul W. S. Anderson).